# Giovanni Tinebra
Giovanni Tinebra (Enna, 15 giugno 1941 – Catania, 6 maggio 2017) è stato un magistrato italiano, già direttore del Dipartimento dell'amministrazione penitenziaria e Procuratore Generale della Corte d'Appello di Catania.

## Biografia
Entra in magistratura nel 1967. Dal luglio 1992 al 2001 è Procuratore della Repubblica di Caltanissetta. Coordinò l'Operazione Leopardo, il maxi-blitz con 200 ordini di cattura eseguiti in tutta Italia scattato la notte del 17 novembre 1992 e scaturito dalle dichiarazioni dei collaboratori di giustizia Leonardo Messina e Paolo Severino, che disarticolò l'organizzazione mafiosa nelle province di Caltanissetta ed Enna capeggiata dal boss Giuseppe "Piddu" Madonia. In quegli anni è titolare delle inchieste per la strage di Capaci e per la strage di via d'Amelio "basato totalmente sulle dichiarazioni di Vincenzo Scarantino, pentito ritenuto successivamente inaffidabile" e, nel corso degli anni '90, riaprì le indagini sul fallito attentato dell'Addaura e sulla strage di Pizzolungo, oltre che sugli omicidi dei magistrati Rocco Chinnici e Antonino Saetta, che portarono a processi conclusi con numerose condanne nei confronti di mandanti ed esecutori mafiosi di tali delitti.
Nello stesso periodo protesta verso i mezzi di comunicazione e i magistrati che diffondono al pubblico elementi coperti dal segreto istruttorio.
È stato da luglio 2001 direttore del DAP, succedendo a Giancarlo Caselli. Nel 2004 alle Poste viene intercettato un pacco bomba a lui indirizzato. 
Lascia il DAP nel novembre 2006 ed è nominato all'unanimità dal Consiglio Superiore della Magistratura Procuratore Generale presso la Corte d'Appello di Catania. 
È stato vice presidente di Magistratura Indipendente e presidente del Comitato scientifico dell'Osservatorio permanente criminalità organizzata di Siracusa.
Dal 2014 è presidente della Commissione tributaria provinciale di Catania.
È rimasto procuratore generale fino alla pensione nel novembre 2014.
Dopo una lunga malattia scompare a Catania il 6 maggio 2017.

## Controversie
Protagonista di alcune tra le più importanti inchieste sulla criminalità organizzata e di processi epocali, tra cui le stragi di Capaci e di via D’Amelio, fu uno dei magistrati impegnati nella lotta contro la mafia, ma figura molto discussa per alcune scelte procedurali, come la decisione di non ascoltare e verbalizzare le deduzioni di Paolo Borsellino sulla strage di Capaci. In un caso, quello della mancata iscrizione sul registro degli indagati dei soggetti citati nella testimonianza di Salvatore Cancemi del 1997, il gip archiviò la sua posizione dichiarando che Tinebra aveva "agito con la dovuta prudenza e attenzione".
Nel luglio 2014 viene sottoposto a procedimento disciplinare dal Consiglio Superiore della Magistratura per condotta «gravemente lesiva dell'immagine di magistrato» nell'ambito dell'elezione del Procuratore Capo del tribunale di Catania, carica a cui aspirava, andata poi a Giovanni Salvi.
Era inoltre l'unico testimone, insieme al colonnello Riccio e all'avvocato Minniti, presente all'interrogatorio di Luigi Ilardo il 7 maggio 1996, per la cattura di Provenzano, (che il ROS dei carabinieri agli ordini dell'allora colonnello Mario Mori, per motivi ancora da chiarire, non ha effettuato) pochi giorni prima che l'Ilardo morisse assassinato a Catania.
La collaborazione ufficiale di Luigi Ilardo con lo stato italiano sarebbe iniziata formalmente il 15 maggio, 5 giorni dopo il tragico evento.